# Natilyaxaltik
Natilyaxaltik es una localidad del municipio de Larráinzar ubicado en la región de Los Altos del estado mexicano de Chiapas.

## Geografía
La localidad de Natilyaxaltik se sitúa en las coordenadas geográficas 16°53′59″N 92°43′05″O / 16.899722, -92.718056, a una elevación de 2,026 metros sobre el nivel del mar.

## Demografía
Según el Censo de Población y Vivienda 2020, efectuado por el Instituto Nacional de Estadística y Geografía, la localidad de Natilyaxaltik tiene 256 habitantes, de los cuales 135 son del sexo masculino y 121 del sexo femenino. Su tasa de fecundidad es de 3.01 hijos por mujer y tiene 45 viviendas particulares habitadas.
| Gráfica de evolución demográfica de Natilyaxaltik entre 2005 y 2020 |
|                                                                     |
| INEGI.                                                              |